# Perdita autumnalis
Perdita autumnalis är en biart som beskrevs av Timberlake 1977. Perdita autumnalis ingår i släktet Perdita och familjen grävbin. Inga underarter finns listade i Catalogue of Life.